# Corynoptera geminispina
Corynoptera geminispina är en tvåvingeart som beskrevs av Hans-Georg Rudzinski 2008. Corynoptera geminispina ingår i släktet Corynoptera och familjen sorgmyggor. Inga underarter finns listade i Catalogue of Life.